# Arnaud Vincent
Arnaud Vincent (Nancy, 30 novembre 1974) è un pilota motociclistico francese ritiratosi dall'attività agonistica, vincitore del titolo della classe 125 nel 2002.

## Carriera

### Gli inizi
Nel 1996 ebbe modo di esordire nel motomondiale in classe 125 come wild card su una Aprilia, ma l'anno successivo disputa solo il campionato europeo dell'ottavo di litro, che concluse al primo posto; sempre nel 1997 ottenne anche il titolo nazionale francese. Tornò nel motomondiale del 1998 sempre con una Aprilia.

### Classe 125

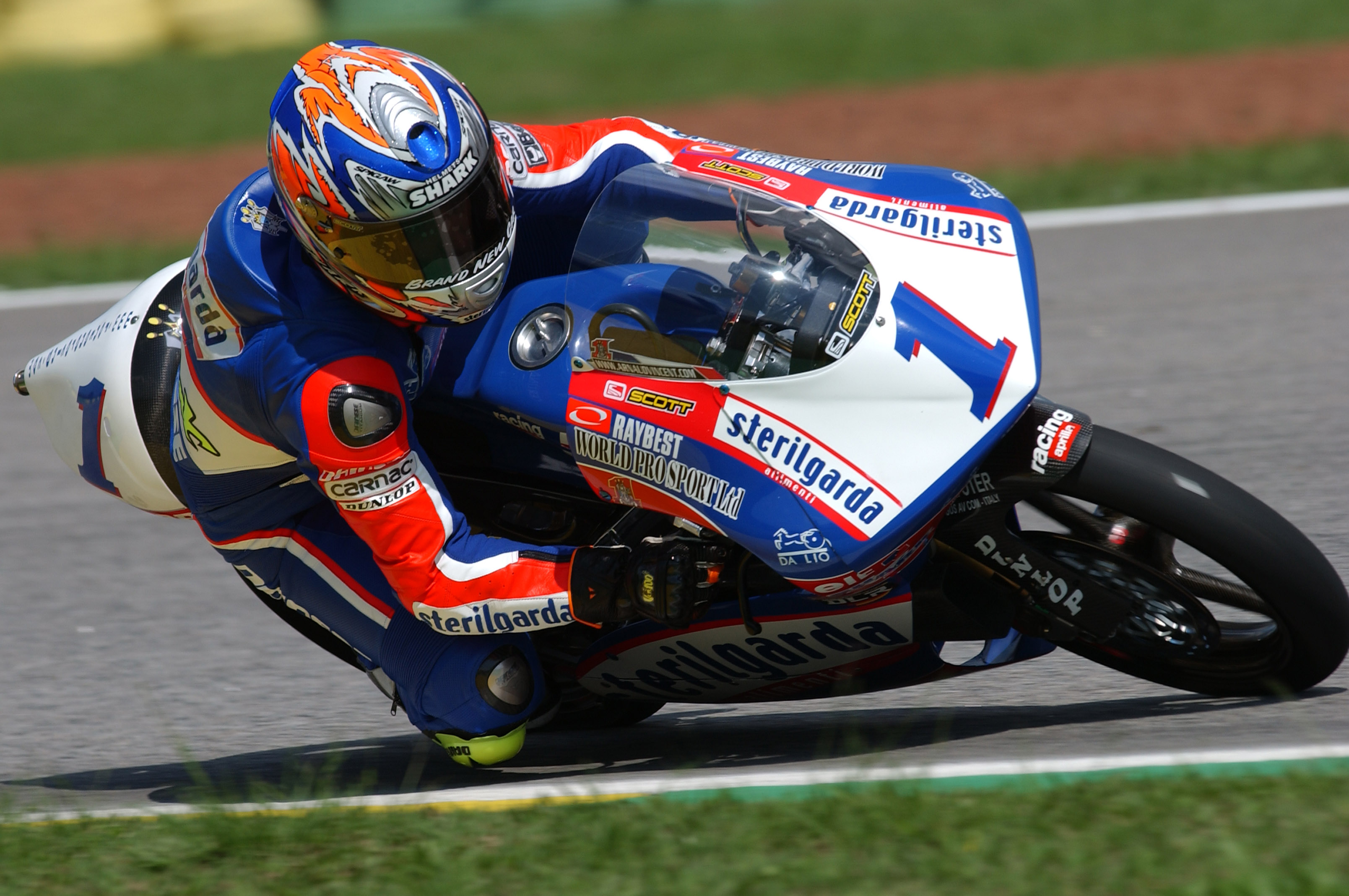
Vincent, alla guida dell'Aprilia col numero 1, in occasione del Gran Premio del Brasile del 2003.

Nel 1999 vinse il suo primo Gran Premio (in Catalogna) e raggiunse il settimo posto in classifica generale con 155 punti. L'anno seguente vinse l'inaugurale Gran Premio del Sudafrica, ma termina ancora una volta la stagione in settima piazza. Nel 2001 passa alla Honda, mentre nel 2002 con l'Aprilia del team Imola Circuit Exalt Cycle Race divenne campione del mondo della 125 grazie a cinque vittorie (in Giappone, Gran Bretagna, Germania, Portogallo e Malaysia), due pole position e 273 punti in classifica generale, diciannove in più del secondo classificato (il sammarinese Manuel Poggiali).
Vinto il titolo mondiale, nel 2003 Vincent non riesce a confermarsi, iniziando il campionato con la KTM 125 FRR del team KTM-Red Bull per poi tornare all'Aprilia passando al team Sterilgarda Racing, non ottiene piazzamenti a podio in stagione.

### Classe 250 e Supersport
Nel 2004 è passato nella classe 250, categoria nella quale ha corso prima con l'Aprilia RSV 250 del team Equipe GP de France - Scrab e poi con la Fantic R250 nel 2005. Nel 2006 ha corso in 250 con la Honda RS 250 R del team Arie Molenaar Racing.
Nel 2007 partecipa, come pilota sostitutivo, al Gran Premio d'Inghilterra a Donington nel campionato mondiale Supersport con una Yamaha YZF-R6 del Tati Team Beaujolais Racing (non termina la gara per ritiro). Nel 2008 continua nel mondiale Supersport passando alla Kawasaki ZX-6R del team Gil Motor Sport - Solution F. Prende parte solo alle prime quattro gare in calendario, non ottenendo punti per la classifica piloti. Nel 2009 inizia l'annata nel campionato Francese Superbike prima della rescissione con la squadra; dopo il ritiro è impegnato in attività imprenditoriali con una propria Mountain bike.

## Risultati in gara

### Motomondiale

#### Classe 125
| 1996 | Classe | Moto    |  |  |  |  |  |     |  |  |  |  |  |  |  |  |  |  | Punti | Pos. |
| ---- | ------ | ------- |  |  |  |  |  | --- |  |  |  |  |  |  |  |  |  |  | ----- | ---- |
| 1996 | 125    | Aprilia |  |  |  |  |  | Rit |  |  |  |  |  |  |  |  |  |  | 0     |      |

| 1998 | Classe | Moto    |    |    |    |    |    |     |    |    |   |   |   |    |     |   |  |  | Punti | Pos. |
| ---- | ------ | ------- | -- | -- | -- | -- | -- | --- | -- | -- | - | - | - | -- | --- | - |  |  | ----- | ---- |
| 1998 | 125    | Aprilia | 20 | 10 | 14 | 11 | 12 | Rit | 16 | 11 | 2 | 6 | 9 | 12 | Rit | 7 |  |  | 72    | 12º  |

| 1999 | Classe | Moto    |   |     |    |   |   |   |   |   |    |    |   |   |     |   |    |     | Punti | Pos. |
| ---- | ------ | ------- | - | --- | -- | - | - | - | - | - | -- | -- | - | - | --- | - | -- | --- | ----- | ---- |
| 1999 | 125    | Aprilia | 4 | Rit | 10 | 2 | 5 | 1 | 7 | 9 | 10 | 10 | 3 | 4 | Rit | 2 | 13 | Rit | 155   | 7º   |

| 2000 | Classe | Moto    |   |     |   |   |   |   |   |    |    |   |   |   |    |     |   |     | Punti | Pos. |
| ---- | ------ | ------- | - | --- | - | - | - | - | - | -- | -- | - | - | - | -- | --- | - | --- | ----- | ---- |
| 2000 | 125    | Aprilia | 1 | Rit | 8 | 8 | 5 | 8 | 4 | 13 | 13 | 4 | 6 | 3 | 10 | Rit | 8 | Rit | 132   | 7º   |

| 2001 | Classe | Moto  |   |   |    |   |   |    |   |    |     |     |    |    |     |    |   |   | Punti | Pos. |
| ---- | ------ | ----- | - | - | -- | - | - | -- | - | -- | --- | --- | -- | -- | --- | -- | - | - | ----- | ---- |
| 2001 | 125    | Honda | 9 | 6 | 11 | 6 | 7 | 14 | 2 | 18 | Rit | Rit | 10 | 18 | Rit | 21 | 7 | 3 | 94    | 10º  |

| 2002 | Classe | Moto    |   |   |   |   |   |    |   |   |   |   |   |   |    |   |   |   | Punti | Pos. |
| ---- | ------ | ------- | - | - | - | - | - | -- | - | - | - | - | - | - | -- | - | - | - | ----- | ---- |
| 2002 | 125    | Aprilia | 1 | 2 | 2 | 4 | 9 | 11 | 4 | 1 | 1 | 3 | 1 | 2 | 15 | 1 | 4 | 2 | 273   | 1º   |

| 2003 | Classe | Moto          |     |    |    |     |    |    |     |   |     |  |   |    |    |    |   |     | Punti | Pos. |
| ---- | ------ | ------------- | --- | -- | -- | --- | -- | -- | --- | - | --- |  | - | -- | -- | -- | - | --- | ----- | ---- |
| 2003 | 125    | KTM e Aprilia | Rit | 12 | 22 | Rit | 21 | 14 | Rit | 8 | Rit |  | 5 | 13 | 19 | 16 | 5 | Rit | 39    | 18º  |

| Legenda | 1º posto        | 2º posto            | 3º posto            | A punti      | Senza punti        | Grassetto – Pole position Corsivo – Giro più veloce |
| Legenda | Gara non valida | Non qual./Non part. | Ritirato/Non class. | Squalificato | '-' Dato non disp. | Grassetto – Pole position Corsivo – Giro più veloce |

#### Classe 250
| 2004 | Classe | Moto    |    |   |     |     |  |     |    |     |     |     |     |     |  |  |  |    |  | Punti | Pos. |
| ---- | ------ | ------- | -- | - | --- | --- |  | --- | -- | --- | --- | --- | --- | --- |  |  |  | -- |  | ----- | ---- |
| 2004 | 250    | Aprilia | 13 | 8 | Rit | Rit |  | Rit | 19 | Rit | Rit | Rit | Rit | Rit |  |  |  | 12 |  | 15    | 21º  |

| 2005 | Classe | Moto   |     |     |  |    |     |     |    |    |     |     |    |     |     |     |     |     |     | Punti | Pos. |
| ---- | ------ | ------ | --- | --- |  | -- | --- | --- | -- | -- | --- | --- | -- | --- | --- | --- | --- | --- | --- | ----- | ---- |
| 2005 | 250    | Fantic | Rit | Rit |  | NQ | Rit | Rit | 24 | NE | Rit | Rit | 18 | Rit | Rit | Rit | Rit | Rit | Rit | 0     |      |

| 2006 | Classe | Moto  |    |    |     |     |    |     |    |    |  |     |    |    |    |     |    |  |  | Punti | Pos. |
| ---- | ------ | ----- | -- | -- | --- | --- | -- | --- | -- | -- |  | --- | -- | -- | -- | --- | -- |  |  | ----- | ---- |
| 2006 | 250    | Honda | 10 | 16 | Rit | Rit | 15 | Rit | 16 | NP |  | Rit | NE | 14 | 11 | Rit | NP |  |  | 14    | 22º  |

| Legenda | 1º posto        | 2º posto            | 3º posto            | A punti      | Senza punti        | Grassetto – Pole position Corsivo – Giro più veloce |
| Legenda | Gara non valida | Non qual./Non part. | Ritirato/Non class. | Squalificato | '-' Dato non disp. | Grassetto – Pole position Corsivo – Giro più veloce |

### Campionato mondiale Supersport
| 2007 | Moto   |  |  |     |  |  |  |  |  |  |  |  |  |  | Punti | Pos. |
| ---- | ------ |  |  | --- |  |  |  |  |  |  |  |  |  |  | ----- | ---- |
| 2007 | Yamaha |  |  | Rit |  |  |  |  |  |  |  |  |  |  | 0     |      |

| 2008 | Moto     |     |    |    |     |  |  |  |  |  |  |  |  |  | Punti | Pos. |
| ---- | -------- | --- | -- | -- | --- |  |  |  |  |  |  |  |  |  | ----- | ---- |
| 2008 | Kawasaki | Rit | 22 | 18 | Rit |  |  |  |  |  |  |  |  |  | 0     |      |

| Legenda | 1º posto        | 2º posto            | 3º posto           | A punti      | Senza punti        | Grassetto – Pole position Corsivo – Giro più veloce |
| Legenda | Gara non valida | Non qual./Non part. | Ritirato/Non class | Squalificato | '-' Dato non disp. | Grassetto – Pole position Corsivo – Giro più veloce |